# Guldhornene (digt)
 For alternative betydninger, se Guldhornene (flertydig). (Se også artikler, som begynder med Guldhornene)
Guldhornene er et af Adam Oehlenschlägers mest berømte digte. Det omhandler det danske nationalklenodie guldhornene og er skrevet i foråret 1802, kort efter at guldhornene blev stjålet. Guldhornene er romantiks indførelse i Danmark og dens væsentligste digt.
Oehlenschläger havde været til en forelæsning med N.F.S. Grundtvigs fætter tysk-norske filosof Heinrich Steffens. De spadserede derefter i 16 timer og talte om romantikken. Han gik hjem til sit logi i Vestergade – ganske tæt på de omsmeltede guldhorn – og skrev digtet Guldhornene efter frokost den følgende dag. Digtet blev udgivet i 1802 i samlingen Digte, 1803.